# Peter van Vossen
Pour les articles homonymes, voir Vossen.
Peter Jacobus van Vossen (né le 21 avril 1968 à Zierikzee aux Pays-Bas) est un footballeur néerlandais, au poste d'attaquant.
Attaquant international, van Vossen a inscrit 9 buts lors de ses 31 sélections entre 1992 et 2000. Il a participé avec les Pays-Bas à la coupe du monde 1994 et au Championnat d'Europe des nations 2000.
Il a remporté la coupe d'Europe des clubs champions en 1995 lors de son passage de deux ans à l'Ajax Amsterdam.

## Carrière

### d'entraîneur
- 2007-2008 :   FC Omniworld entraîneur adjoint
- 2008-2010 :  AGOVV Apeldoorn entraîneur adjoint
- 2010-2011 :  RBC Roosendaal entraîneur adjoint

## Palmarès
- Vainqueur de la Ligue des champions en 1995 avec l'Ajax Amsterdam
- Champion de Belgique en 1993 avec le RSC Anderlecht.
- Champion des Pays-Bas en 1994 et 1995 avec l'Ajax Amsterdam
- Vainqueur de la Supercoupe des Pays-Bas en 1993 et 1994 avec l'Ajax Amsterdam
- Champion d'Écosse en 1997 avec les Glasgow Rangers
- Vainqueur de la Coupe de la Ligue écossaise en 1998 avec les Glasgow Rangers